# Solti György Zeneiskola
A Solti György Zeneiskola jogelődjét 1968-ban alapította a XII. kerületi Tanács. 

## Története

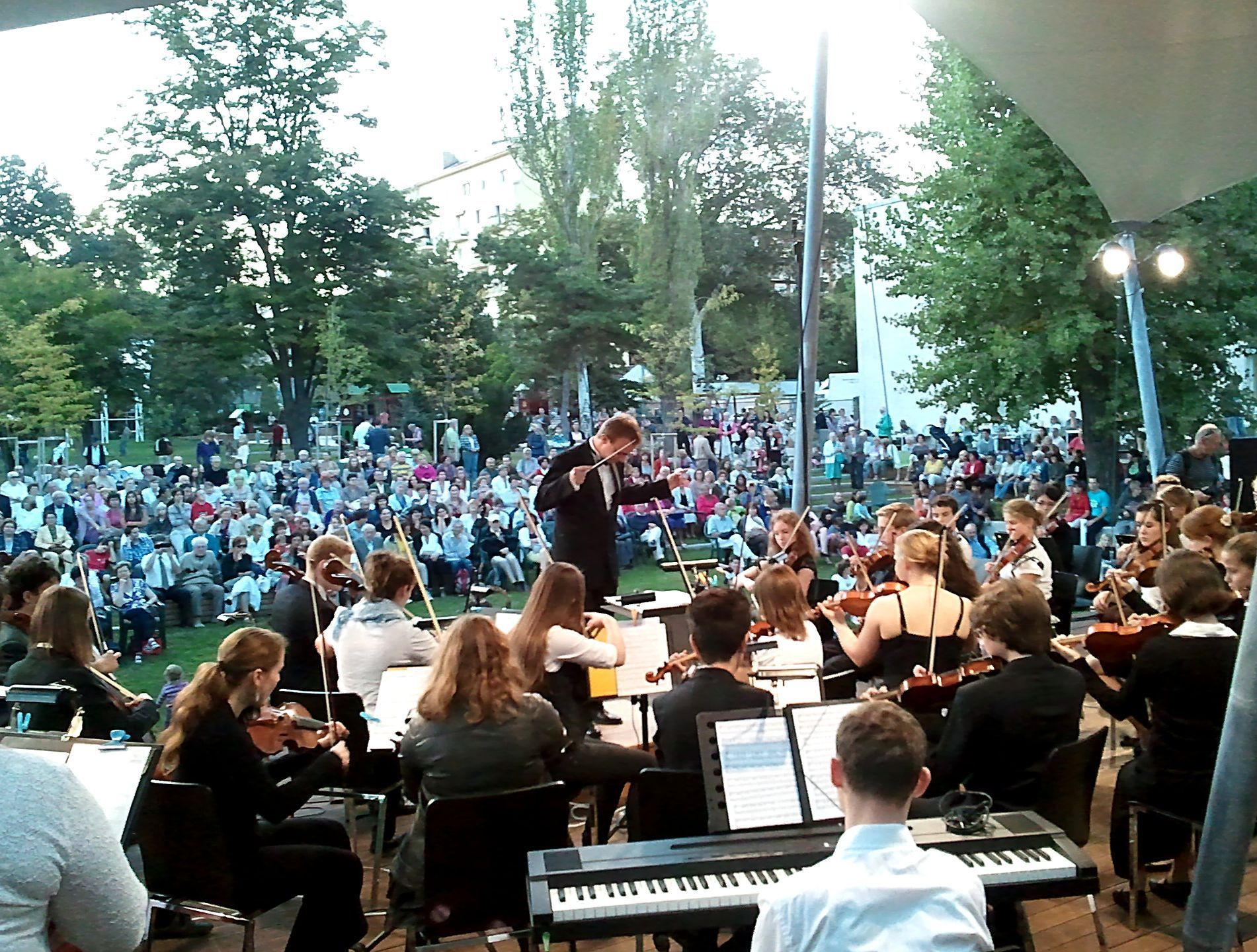
Az iskola vonószenekara a MOM Kulturális Központ felújításának ünnepségen, 2011-ben

Eredetileg öt szakon volt képzés: zongora, fuvola, klarinét, hegedű, cselló. 1972-től gitár-, és furulya tanszak is létesült, majd évekkel később oboa, fagott, nagybőgő, 1989-ől orgona oktatására is lehetőség nyílt.
2006. szeptember 1-jén az intézmény központja átköltözött az addig használt Moszkva téri épületből a Maros utcába.
Ma tizennyolc képzés közül lehet választani: zongora, orgona, hegedű, cselló, nagybőgő, gitár, furulya, klarinét, oboa, szaxofon, fagott, trombita, kürt, harsona, tuba, kamarazene, szolfézs, zeneirodalom.
Az intézmény 1998-ban vette fel Solti György karmester nevét.